# Perissus paulonotatus
Perissus paulonotatus là một loài bọ cánh cứng trong họ Cerambycidae.